# Younes Al Shibani
 (mars 2021).
Si vous disposez d'ouvrages ou d'articles de référence ou si vous connaissez des sites web de qualité traitant du thème abordé ici, merci de compléter l'article en donnant les références utiles à sa vérifiabilité et en les liant à la section « Notes et références ».
Younes Al Shibani est un footballeur international libyen né le 27 juin 1981. Il évolue au poste de défenseur.
Il participe à la Coupe d'Afrique des nations 2006, puis à la Coupe d'Afrique des nations 2012 avec l'équipe de Libye.